# D385/386次列车
D385/386次列车，是中国国内一对曾经往返于苏州、北京两地的旅客列车。于2009年11月2日改为CRH2型动车组列车。D386/385次使用2组CRH2E型卧铺动车组运行，共计16辆。然而，该列车已于2011年随着京沪高速铁路的开通而停运。

## 历史
D385/386次列车前身为409/410次列车，是苏州首趟始发进京列车，1998年10月1日中国铁路第二次大提速后车次改为K83/84次，运行时间由17小时10分钟缩短到14小时34分，并改用双层25K型车底，北京至苏州实现夕发朝至。2000年10月，中國鐵路实施第三次大提速，重新分类和调整了列车的等级和车次，K83/84次列车升级为特快列车，使用25K型客车车体。2004年4月18日，中国铁路实施第五次大面积提速，T85/86次列车再度升级为直达特快列车，车次改为Z85/86次列车，使用25T型客车车体，运行时间比原来缩短2小时32分，原车次得以留空。沿京沪铁路运行，全程1379公里，途经北京、天津、河北、山东和江苏五省市。

## 历史编组（2004-2009年）
| 车厢编号 | 1-3          | 4-6          | 7-8          | 9          | 10               | 11-18        | 19           |
| 车型     | RW25T 软卧车 | YW25T 硬卧车 | RW25T 软卧车 | CA25T 餐车 | RW19T 高级软卧车 | RW25T 软卧车 | XL25T 行李车 |

## 历史机车交路（2004-2009年）
| 车站区段               | 北京 ↔ 苏州                           |
| 本务机车 配属 司机更替 | 东风11G型柴油机车 京局京段 单司机值乘 |